# Bangkok Christian College FC
El Bangkok Christian College FC (en tailandés: สโมสรฟุตบอลกรุงเทพคริสเตียน) fue un equipo de fútbol de Tailandia que jugó en la Liga de Tailandia, la primera división nacional.

## Historia
Fue fundado en el año 1997 en la capital Bangkok como el equipo representante del Bangkok Christian College, y ganó en sus tres primeras apariciones en la Copa Kor Royal, lo que lo clasificó para jugar en la Liga 2 de Tailandia para el año 2000.
En la temporada 2001/02 es campeón de la segunda división y logra el ascenso a la Liga de Tailandia por primera vez, pero descendería tras una temporada luego de solo conseguir nueve puntos en 18 partidos.
Al año siguiente desciende de la Liga 2 de Tailandia, a la cual retornaría en 2006 para jugar en ella hasta 2016 cuando se hace una reforma a las ligas de fútbol en Tailandia que lo envía a jugar a la cuarta división.
El club fue suspendido de toda actividad deportiva en 2018 por no conseguir la licencia para jugar en la cuarta división para la temporada 2018. El equipo fue vetado por dos años y descendido a la Liga Metropolitana de Bangkok.
En ese mismo año el club apeló ante la Asociación de Fútbol de Tailandia la suspensión y pudo jugar la temporada 2018, pero desaparece al finalizar la temporada 2019.

## Palmarés
- Liga 2 de Tailandia: 1

2001-02
- Copa Kor Royal: 3

1997, 1998, 1999

## Estadios
| Coordenadas                                    | Ciudad               | Estadio                                      | Capacidad | Periodo   |
| ---------------------------------------------- | -------------------- | -------------------------------------------- | --------- | --------- |
| 13°45′01″N 100°34′01″E / 13.750298, 100.567036 | Huai Khwang, Bangkok | Jarun Burapharat Stadium (Expressway Rama 9) | ?         | 2007–2008 |
| 13°45′16″N 100°36′59″E / 13.754369, 100.616393 | Bang Kapi, Bangkok   | Ramkhamhaeng University Stadium              | ?         | 2009      |
| 13°44′44″N 100°31′39″E / 13.745602, 100.527595 | Pathum Wan, Bangkok  | Thephasadin Stadium                          | 6738      | 2010–2012 |
| 13°42′54″N 100°33′35″E / 13.715106, 100.559674 | Bangkok              | PAT Stadium                                  | 12 308    | 2013      |
| 13°44′44″N 100°31′39″E / 13.745602, 100.527595 | Pathum Wan, Bangkok  | Thephasadin Stadium                          | 6738      | 2014      |
| 13°42′54″N 100°33′35″E / 13.715106, 100.559674 | Bangkok              | PAT Stadium                                  | 12 308    | 2015–2016 |
| 13°55′05″N 100°32′51″E / 13.917989, 100.547411 | Lak Si, Bangkok      | TOT Stadium Chaeng Watthana                  | 5000      | 2017      |
| 13°43′17″N 100°31′21″E / 13.721392, 100.522583 | Bangkok              | Bangkok Christian College field              | 1000      | 2018-2019 |